# Walter Beveraggi Allende
Walter Beveraggi Allende (Buenos Aires, 1920 — ibidem, 1993) était un homme politique, avocat, professeur d’université et économiste argentin.
Juriste de formation, il milita de bonne heure au Parti travailliste, dont il devint le vice-président. En 1948, ayant été arrêté par le régime péroniste et torturé, il prit le chemin de l’exil, d’abord en Uruguay, puis aux États-Unis, où il suivit une formation en économie à l’université Harvard, avant d’enseigner cette discipline à Boston. Farouche opposant à Perón, il fut privé de sa nationalité en 1951, mais recouvra ses droits et put retourner en Argentine à la faveur de la Révolution libératrice de septembre 1955. Néanmoins, nommé professeur à l’université de Buenos Aires, il ne cessera de dénoncer énergiquement la répression politique sous tous les gouvernements argentins successifs. Ouvertement antisémite, il se signala en 1971 en portant au jour un hypothétique plan Andinia, projet secret (jamais formellement prouvé) qui aurait visé à créer un État juif en Patagonie par le moyen d’une immigration juive massive.

## Biographie
Walter Manuel Beveraggi Allende naquit à Buenos Aires le 1er décembre 1920, comme fils de Domingo H.
Beveraggi, né à Santa Fe en 1891, et de Matilde Allende, née à Paraná, dans la province d’Entre Ríos, en 1893. Le père, médecin et professeur d’université, menait une grande activité à Buenos Aires, mais se vit contraint dans les années 1950 d’émigrer à Montevideo en raison de son opposition au régime péroniste, et mourra durant son exil uruguayen en 1954. 
Beveraggi Allende obtint son diplôme d’avocat à l’université de Buenos Aires et commença en 1947 à militer au  Parti travailliste, dont il devint vice-président en janvier 1948. Le 25 septembre 1948, alors âgé de 28 ans, Beveraggi Allende fut mis en détention par le gouvernement péroniste, en même temps que Cipriano Reyes, appréhendé en rétorsion des querelles que celui-ci faisait à Perón ; tous deux furent accusés de conspirer contre l’État et soumis à la torture. Moins de deux mois après, Beveraggi Allende parvint à s’enfuir à Montevideo, puis restera pendant plus de six ans exilé aux États-Unis, où il suivit à l’université Harvard un cycle d’études postgrade en économie, couronné par une thèse de doctorat, et enseigna ensuite cette matière à l’université de Boston, tout en menant à partir de Boston une constante opposition au régime péroniste.
Son âpre opposition à Perón aboutira à ce que le congrès argentin, par une initiative du Pouvoir exécutif, le priva en 1951 de la nationalité argentine, au moyen de la loi n°14031, ce qui constitue un fait inédit dans toute l’histoire de l’Argentine ; ce fut la première et seule fois en effet qu’une personne née dans le pays était privée de sa nationalité argentine.
Après avoir recouvré ses droits à la suite du coup d’État de septembre 1955, qui renversa Perón, Walter Beveraggi Allende revint en Argentine et obtint, en septembre 1956, un poste d’enseignant à la faculté de droit de l’université de Buenos Aires. Titulaire de la chaire d’économie politique dans la capitale, il exerça toutefois aussi à la faculte des sciences économiques de l’université de Rosario, dans la province de Santa Fe, comme professeur dans diverses disciplines, et sera ainsi enseignant dans les universités de façon intermittente sur une période de 25 ans. 
Cependant, dans une deuxième phase, la Révolution libératrice s’engagea à son tour dans une politique de représailles et fit sienne la logique d’exclusion des dissidents telle qu’instaurée sous le péronisme, mettant en œuvre notamment des moyens de répression judiciaires contre la personne de Perón et de ses plus proches collaborateurs. Aussi, Beveraggi Allende ne ménagea-t-il pas sa réprobation vis-à-vis de ce nouveau pouvoir ni de tous les gouvernements qui lui succéderont, fustigeant Frondizi, Guido, Illia, Onganía, Levingston, Lanusse, autant que Cámpora, puis le troisième gouvernement de Perón, Isabel de Perón, le Processus de réorganisation nationale, Alfonsín et Menem, sans aucune exception, jusqu’à sa mort en 1993.  
Ouvertement antisémite, contributeur de la revue d’extrême droite Cabildo, il élabora en 1971 la théorie du complot juif dite plan Andinia autour d’un supposé projet de création d’un État juif en Patagonie, thèse jamais formellement prouvée, mais qui eut une certaine fortune dans les milieux d’extrême droite argentins et chiliens et dans les forces armées et les services de sécurité d’Argentine.

## Publications
- (es) Walter Beveraggi Allende, El Servicio del capital extranjero y el control de cambios : La experiencia argentina de 1900 a 1943, Buenos Aires, Fondo de cultura económica, 1954, 239 p. (ASIN B0014YF9I4)
- Teoria Cualitativa de la Moneda

## Corrélats
- Plan Andinia
- Péronisme